# Huitzilopochtli
Huitzilopochtli [wi:tsilo:'po:tʃtɬi] (nah.: koliber z południa, koliber z lewej strony – według wyobrażeń azteckich południe leżało po lewej stronie, zgodnie z drogą słońca od wschodu do zachodu) – najważniejsze bóstwo Azteków, ich plemienny bóg-opiekun. Na jego rozkaz Aztekowie wyruszyli z mitycznej krainy Aztlan, a następnie prowadził ich przez długi czas koczowniczego tryb życia, po czym nakazał osiedlić się i założyć miasto Tenochtitlán. W czasie drogi nieśli go w postaci świętego zawiniątka – tlaquimilolli.

## Wygląd i mitologia
Według wierzeń azteckich był bogiem wojny i słońca w zenicie, a także uosobieniem dziennego nieba, lata i południa. W mitach o stworzeniu świata występuje jako czwarty syn Pana i Pani Dwoistości Ometecuhtli (Tonacatecuhtli) i Omecihuatl (Tonacacihuatl), który narodził się bez ciała i w tej postaci istniał 600 lat. Uważany był za jasnego rywala czarnego Tezcatlipocy (Yayauhqui Tezcatlipoca). Według innych podań narodził się z bogini Coatlicue, ciążę miała spowodować kulka ptasich piór, którą bogini ukryła pod spódnicą. Rodzeństwo jeszcze nienarodzonego Huitzilopochtli chciało zabić matkę (uważali się za okrytych hańbą z uwagi na jej ciążę), jednak Huitzilopochtli narodził się uzbrojony i pokonał wszystkich przeciwników, m.in. swoją siostrę Coyolxauhqui (złote dzwonki), której odciętą głowę podrzucił w niebo stwarzając księżyc.
W oficjalnej religii Azteków Huitzilopochtli upodobnił się do potężnego boga Tezcatlipoki, a także przejął niektóre atrybuty boga słońca Tonatiuha oraz Quetzalcoatla. Władcy Mexików w czasie koronacji stawali się żywym wcieleniem Huitzilopochtla.
Huitzilopochtli przedstawiany był z pomalowanym na niebiesko ciałem i żółtymi pasami na twarzy, dobrze uzbrojony i w stroju przyozdobionym piórami kolibra.

## Ofiary i ceremonie
Zgodnie z wierzeniami Azteków Huitzilopochtli rodził się każdego dnia na nowo i umierał wraz z zachodem słońca. Potrzebował siły jako bóg-słońce, by odbywać swoją wędrówkę po niebie i codziennie zwyciężać bóstwa gwiazd Centzon Huitznauna. Trzeba było go „karmić” krwią ludzką i jeszcze drgającymi ludzkimi sercami. Ofiary z ludzi składano głównie z jeńców wojennych. 
Pojmanego jeńca prowadzono na szczyt Templo Mayor gdzie był kładziony i rozciągany na kamieniu ofiarnym, następnie uzbrojony w obsydianowy nóż kapłan rozcinał tułów jeńca i wyrywał bijące serce, które następnie unosił w kierunku słońca (jak obliczono wyrwanie serca mogło zajmować wprawnemu kapłanowi ok. 10 sekund). Serce ofiary wrzucano do kamiennej misy a ciało wyrzucano na schody świątyni.
W 1487 roku, podczas czterodniowej ceremonii ku czci Huitzilopochtliego, Aztekowie złożyli w ofierze dziesiątki tysięcy jeńców – według Diego Durána miało to być ponad 80 tys.
Dla zapewnienia sobie odpowiedniej ilości ofiar Aztekowie prowadzili wiosną tzw. kwietne wojny, których głównym celem było zdobycie jeńców, a nie podbój czy łupy.
Na jego cześć obchodzono pod koniec roku święto Panquetzaliztli (podniesienie sztandaru), podczas którego staczano ceremonialne walki, a tych, którzy je przegrywali, składano mu w ofierze.

## Galeria

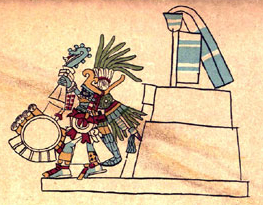
Huitzilopochtli – rys. z Codex Borbonicus, XVI wiek
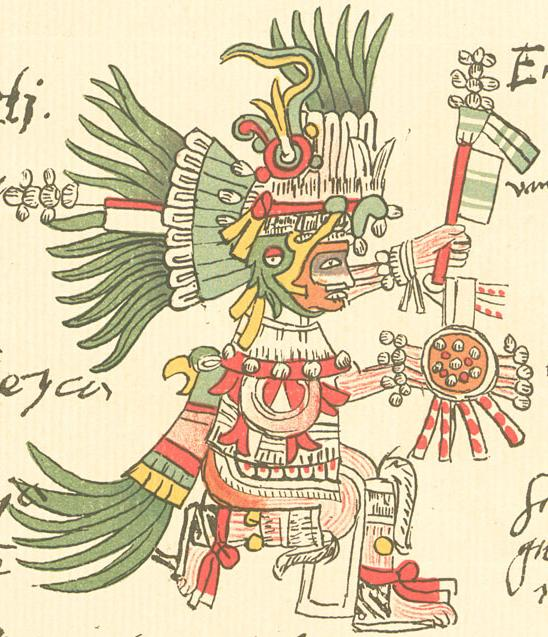
Huitzilopochtli – Kodeks Telleriano-Remensis
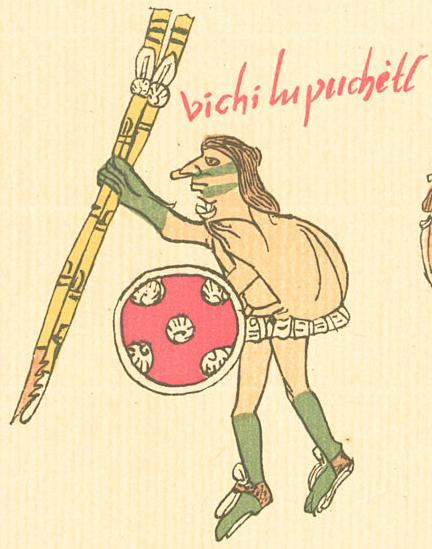
Huitzilopochtli – Kodeks Telleriano-Remensis
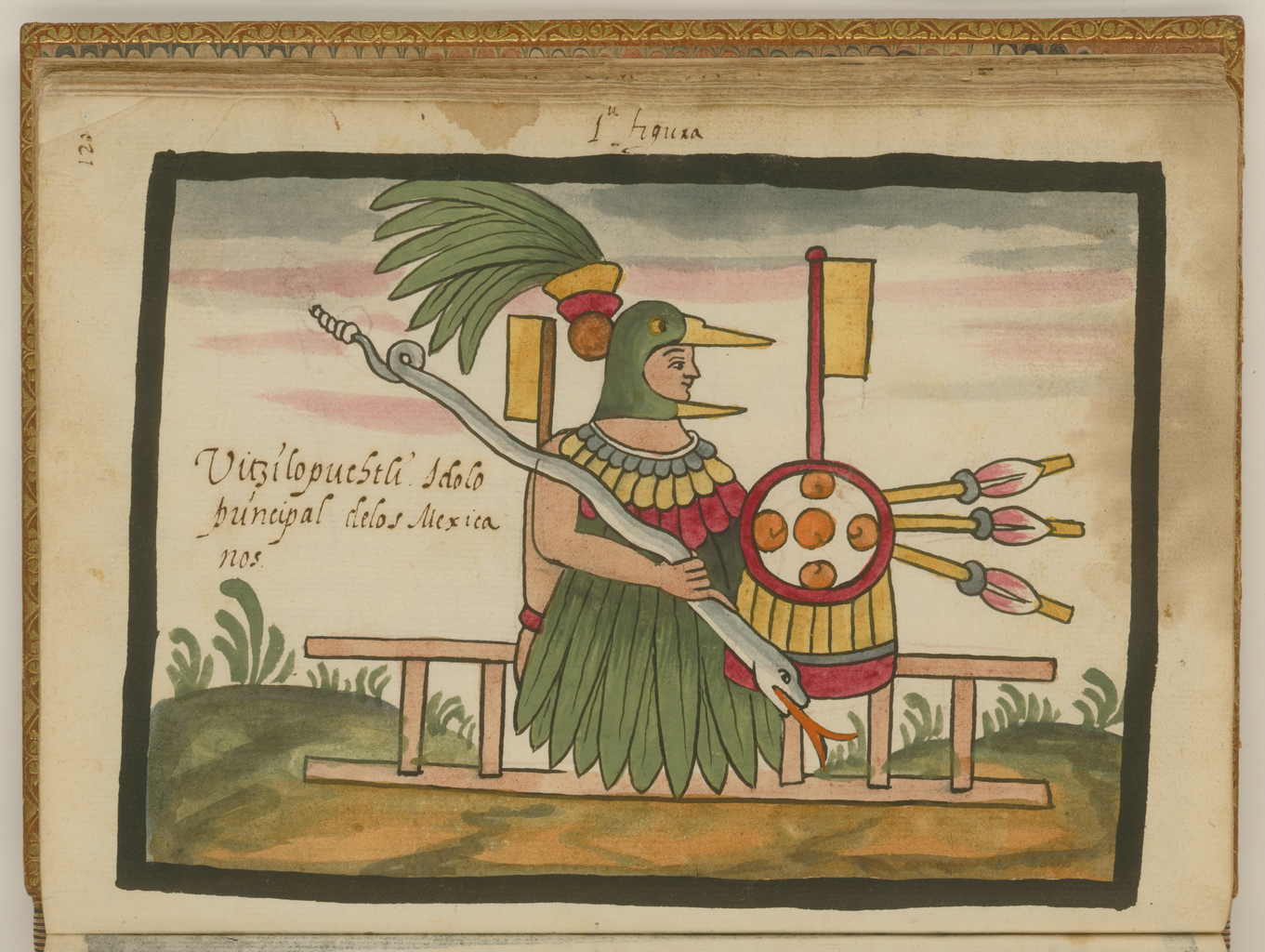
Huitzilopochtli – Kodeks Ramirez
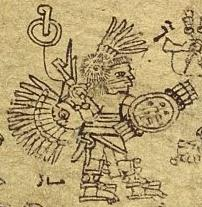
Władca Azteków Chimalpopoca inw kostiumie Huitzilopochtla – Kodeks Xolotl